# LER
LER (Label switch Edge Routers - пограничное устройство коммутирующее по меткам маршрутизатора) - пограничные устройства LSR в технологии MPLS.
Устройство LER, является функционально более сложным, принимает трафик от других сетей в форме стандартных IP-пакетов, а затем добавляет к нему метку и направляет вдоль соответствующего пути к выходному устройству LER через несколько промежуточных устройств LSR. при этом пакет продвигается не на основе IP-адреса назначения, а на основе метки.